# Verwegene Männer im Sattel
Verwegene Männer im Sattel (Originaltitel: The Last Round-Up) ist ein US-amerikanischer Western aus dem Jahr 1947 von John English mit Gene Autry und Jean Heather in den Hauptrollen. Der Film ist die erste Produktion von Gene Autrys eigener Gesellschaft Gene Autry Productions. Den Verleih übernahm Columbia Pictures.

## Handlung
Als Regierungsbeamte in Mesa City Pläne zum Bau eines Aquädukts an einem Fluss an der Grenze zu einem nahegelegenen Indianerreservat bekannt geben, versammeln sich einige der Indianer des Reservats zu einer Gruppe und drohen mit einem Angriff. Die Nachricht vom Aquäduktplan verärgert auch den Viehzüchter Gene Autry, der ein Freund der Indianer ist. In der Hoffnung, einen Krieg zwischen den Viehzüchtern und den Indianern abzuwenden, schlägt Gene einen Kompromiss vor, der vorsieht, dass die Indianer auf besseres Land im Cedar Valley umgesiedelt werden und dass die Viehzüchter ihre Wasserrechte an die Stadt abtreten. Kurze Zeit später trifft Gene Carol Taylor, eine Lehrerin an der Indianerschule, und verliebt sich sofort in sie. 
Genes Kompromiss gewinnt die Unterstützung der Viehzüchter, die planen, das ihnen von der Regierung versprochene Geld zur Begleichung ihrer Schulden gegenüber dem Finanzier Charlie Mason zu verwenden. Mason und sein Sohn Matt jedoch planen, die Rancher noch weiter zu verschulden, damit sie ihr Land in Besitz nehmen können. Kurz darauf kommt es zwischen Gene und Matt zu einem Faustkampf, als Matt Gene fälschlicherweise beschuldigt, für die Aquäduktbauer von Mesa City zu arbeiten. Auch Carol beginnt, Genes Motive in Frage zu stellen und fordert später ihren Vater, einen Rancher, auf, sich dem Deal zu widersetzen. Um dem wachsenden indianischen Widerstand gegen das Abkommen entgegenzuwirken, tritt Gene in einer lokalen Fernsehsendung auf und versichert den Indianern, dass sie fruchtbares Land im Ceder Valley erhalten würden. Die Fernsehsendung stellt Carols Vertrauen in Gene wieder her und ihre Romanze blüht auf. Kurze Zeit später versucht Mason, das Aquäduktprojekt zu sabotieren, indem er einen vorgetäuschten Unfall inszeniert, bei dem viele Indianer verletzt werden. Indem sie Lügen über Genes Motive verbreiten, gelingt es Masons Männern, die Freundschaft zwischen Gene und Jeff Henry, einem einflussreichen Indianer, zu zerstören.
Als Mason beginnt, das Land, das er den Viehzüchtern verkauft hat, abzuriegeln, überredet Gene die Viehzüchter, ihr Vieh zu verkaufen, um genug Geld zu sammeln, um sich gegen Masons Plan zu verteidigen. Kaum machen sich die Viehzüchter auf den Weg zum Viehmarkt, werden sie von Jeff und einigen Indianerkriegern überfallen. Jeff wird bei einer Schießerei mit Matt getötet, woraufhin Gene Matt gefangen nimmt und ihn vor Gericht stellt. Mit dem Ende der Kontrolle der Familie Mason über die Viehzüchter normalisiert sich das Leben auf der Mesa wieder.

## Hintergrund
Gedreht wurde der Film vom 16. Mai bis zum 7. Juni 1947 auf der Movie Ranch von Ray Corrigan im Simi Valley sowie an verschiedenen Orten in Arizona, so z. B. in der Sonora-Wüste, den Tucson Mountains, im Ironwood Forest National Monument, bei der Mission San Xavier del Bac und in Tucson.
Frank A. Tuttle war für das Szenenbild zuständig. 

## Musik
Folgende Songs wurden im Film gespielt, die von Gene Autry gesungen wurden:
- The Last Round-Up von Billy Hill
- You Can't See the Sun When You're Crying von Allan Roberts und Doris Fisher
- A Hundred and Sixtus Acres in the Valley von David Knapp
- An Apple for the Teacher von James V. Monaco und Johnny Burke
- She’ll Be Coming ’Round the Mountain (Volkslied)

Das erste Lied sang Gene Autry solo, bei den anderen Songs wurde er vom Gesangsquartett The Texas Rangers begleitet.

## Veröffentlichung
Die Premiere des Films fand am 5. November 1947 statt. In der Bundesrepublik Deutschland am 5. März 1953, in Österreich bereits am 16. Mai 1950 unter dem Titel Das Tal der Indianer.

## Kritiken
Der Filmkritiken-Aggregator Rotten Tomatoes hat in einer Auswertung ein Publikumsergebnis von 17 Prozent positiver Bewertungen ermittelt.
Das Lexikon des internationalen Films schrieb: „Gängiger Routine-Western um den "singenden Cowboy" Gene Autry. Die Handlung folgt den Gesetzen des Genres, ist aber in die Entstehungszeit des Film verlegt: Autry vertritt sein Vorhaben gar vom Fernsehbildschirm aus. Ein mit Rühreffekten, komischen Anachronismen und gemütvollen Liedern gespickter "Heimatfilm".“